# Smrt přichází na úsvitu
Smrt přichází na úsvitu je válečná románová reportáž slovenského spisovatele Emila Kadnára, jejíž hrdinou je někdejší slovenský pilot a náčelník štábu Čapajevova partyzánského sboru Ľudovít Kukorelli.
Anotace ze zadní strany obálky reportáž vystihuje takto:
| „ | V análech druhé světové války a národně osvobozeneckého boje i v pamětech jejich aktérů a současníků leží hluboko zasuty dramatické osudy neznámých bojovníků, vzrušující příběhy, jaké se jen stěží zrodí ve fantazii spisovatele třeba detektivních románů. Autor reportáže „Smrt přichází na úsvitu“ jeden takový příběh oživuje. Jeho hrdinou je slovenský letec Ľudovít Kukorelli, který se nesmířil s nacistickou porobou své země. Všechny své schopnosti, důvtip, odvahu i život dá do boje za její osvobození. Dvakrát je zatčen, dvakrát uprchne, dlouho se ukrývá před četníky a ÚŠB, až najde azyl v Slánských horách mezi partyzány. Tím však jeho dramatické osudy nekončí, teprve začínají… | “ |

## České vydání
Ze slovenského rukopisného originálu pořídila český překlad Božena Bednářová; ten vydali v pražském Magnetu (rok 1971) ve stejnojmenné periodické řadě (knižnici) jako 6. svazek jejího 7. ročníku. Za návrhem obálky stál Luděk Buriánek, knihu redigoval Gustav Hajčík. Brožovaný výtisk vytiskl národní podnik Naše vojsko, Praha.